# Klášter bartolomitů (Žitenice)
Klášter bartolomitů v Žitenicích existoval asi od roku 1667 do roku 1782.

## Historie

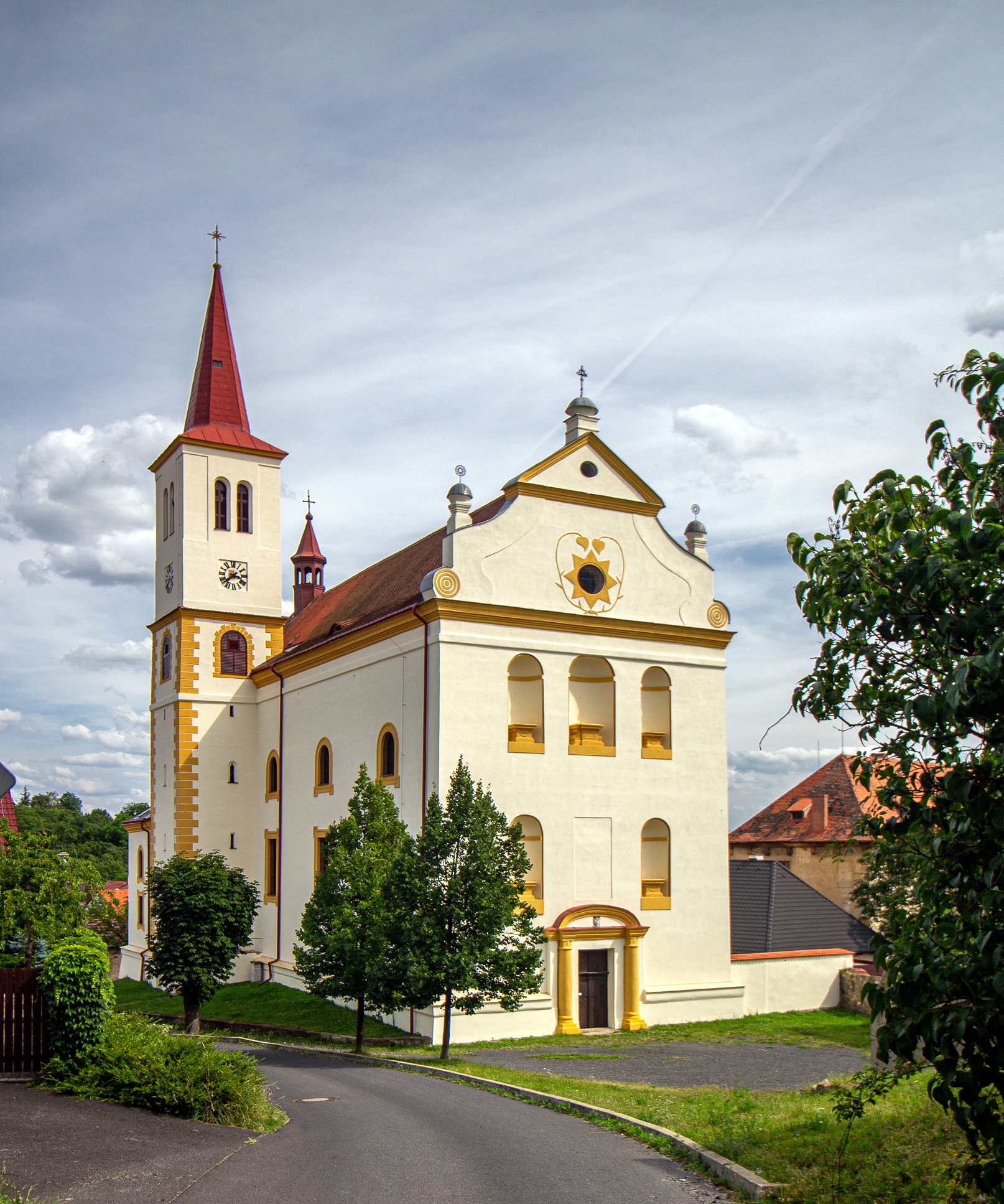
Kostel svatých Petra a Pavla v Žitenicích

V litoměřické diecézi působili bartolomité v Žitenicích (s bohoslužbami v kostele sv. Petra a Pavla), kam je získal probošt vyšehradské kapituly Ferdinand Beno Martinic (1635–1691), pod jejíž správu Žitenice patřily, patrně někdy po roce 1667. 
V tamní duchovní správě působili až do roku 1782, respektive 1785, kdy zemřel poslední bartolomita, farář Jiří Runa.